# مسجد جاني بك الأشرفي
مسجد جاني بك الأشرفي أو مسجد الجنابكية بناه الأمير جاني بك الأشرفي الداوادار سنة 830هـ/1427م في أيام السلطان الأشرف برسباي. المسجد كائن حالياً بشارع المعز بقسم الدرب الأحمر.

## المنشئ
الأمير جاني بك الأشرفي الداوادار كان مملوكاً للسلطان الأشرف برسباي. تدرج في وظائف القصر السلطاني. عينه السلطان سنة 826هـ (1423م) أمير صبلخانة، ثم خازندارا، ثم داودارا. وقرية السلطان وترك له التصرف في أمور مملكته. توفي جاني بك سنة 831هـ (1428م) وهو في سن الخامسة والعشرين. وقد ذكر على مبارك هذا الجامع واسماه "جامع الجنابكية"، وهو الاسم الشائع لدى عامة الناس وهو دمج واختصار لاسم جاني بك. وأضاف أن الجامع مقام الشعائر وبداخله قبر منشئه، وبه سبيل يملأ من النيل.

## الوصف
تصميمه من الداخل يتألف من أربعة إيوانات في وسطها صحن مكشوف. وواجهته الرئيسية بها المدخل وهو مكسو بالرخام الأسود والأبيض. وتقوم المئذنة على يمين المدخل وهي مبنية بالآجر ومكونة من دورتين. وفي الركن الجنوبي الغربي من الصحن توجد قبة حجرية صغيرة سطحها مزخرف بزخرفة على شكل حرف د.